# Thinley Norbu Rinpoché
Thinley Norbu Rinpoché est un maître bouddhiste tibétain de la lignée Nyingma, né en 1931 et mort le 26 décembre 2011, réincarnation de Longchen Rabjam, fils du tertön Kyabjé Dudjom Rinpoché et père de Dzongsar Khyentsé Rinpoché et Dungse Garab Rinpoché.